# Transports dans le Morbihan
Historiquement éloigné des grands axes de transport, comme le reste de la Bretagne, mais doté d'une longue façade maritime, le département du Morbihan a donné une place importante au transport maritime puis, dans la seconde moitié du XXe siècle, au transport aérien. Mais le plan routier breton à partir des années 1970, puis l'électrification du chemin de fer de Rennes et Nantes à Quimper et l'arrivée du TGV au début des années 1990, ont permis une forte amélioration de l'accessibilité au département par les transports terrestres.

## Transport routier

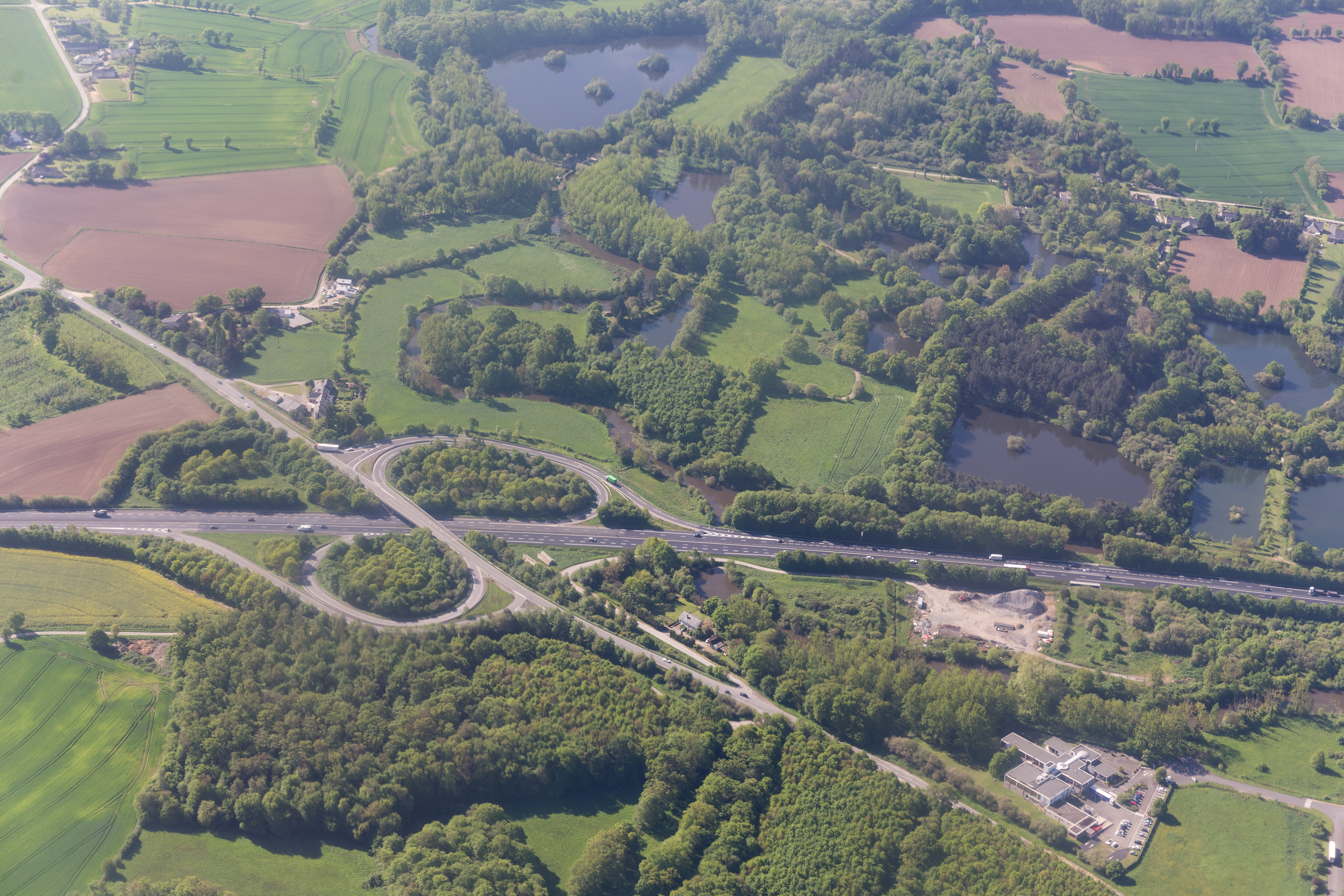
L'échangeur RN24-RD34 à Mordelles.

### Infrastructures routières
La route nationale 165 relie Nantes à Quimper et Brest en desservant les principales agglomérations du sud du département, Vannes, Auray et Lorient. La route nationale 24 et la route nationale 166 relient respectivement Lorient et Vannes à Ploërmel et Rennes, et constituent les principaux accès au département depuis le nord de la France. Ces trois axes ont été aménagés en voies rapides à 2x2 voies dans le cadre du plan routier breton et sont gratuits.
Ces axes majeurs, globalement orientés est-ouest, sont complétés par des axes nord-sud plus secondaires. La route départementale 767 (ex-RN 167) et la route départementale 768 (ex-RN 168) relient le sud du département à Pontivy et aux Côtes-d'Armor, et sont progressivement aménagés à 2x2 voies.
À cette structure principale du réseau routier s'ajoute un vaste réseau de routes départementales, dont certaines, dans la presqu'île de Quiberon et autour du golfe du Morbihan, connaissent une fréquentation importante et des embouteillages occasionnels en raison de l'accroissement de la population et de la fréquentation touristique du littoral.

### Transport collectif de voyageurs
Le Morbihan est desservi par le réseau régional de transport routier BreizhGo (anciennement Transports interurbains du Morbihan ou TIM), qui exploite 15 lignes régulières dans le département. Des gares routières sont présentes à Lorient, Vannes, Auray et Pontivy.

### Covoiturage et autopartage
L'application de covoiturage OuestGo, développée par les collectivités locales bretonnes, est disponible dans le département.

## Transport ferroviaire

### Historique

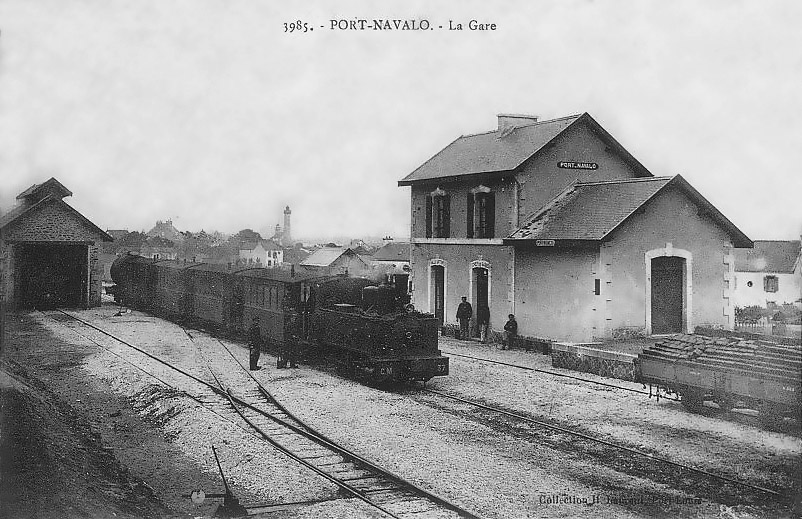
La gare de Port-Navalo vers 1910.

Le chemin de fer est apparu dans le département en 1862, avec l'ouverture de la ligne de Savenay (Nantes) à Lorient, prolongée l'année suivante jusqu'à Quimper. Contrairement à la Bretagne nord desservie par la Compagnie des chemins de fer de l'Ouest, le réseau d'intérêt général du département du Morbihan a principalement été développé par la Compagnie du chemin de fer de Paris à Orléans. Dès les années 1880, le chemin de fer d'intérêt général atteignait Pontivy, Ploërmel et Quiberon.
Le Morbihan a également été desservi à partir de 1902 par un dense réseau de chemins de fer d'intérêt local, exploité par les Chemins de fer du Morbihan. Ce réseau a totalement disparu en 1948. Le tramway de la Trinité à Étel a quant à lui desservi le littoral pendant deux brèves périodes au début du XXe siècle.
|                                             |
| Le réseau ferroviaire à son apogée en 1930. |

|                                     |
| Le réseau ferroviaire de nos jours. |

|                                                    |
| Carte animée de l'évolution du réseau ferroviaire. |

### Situation actuelle

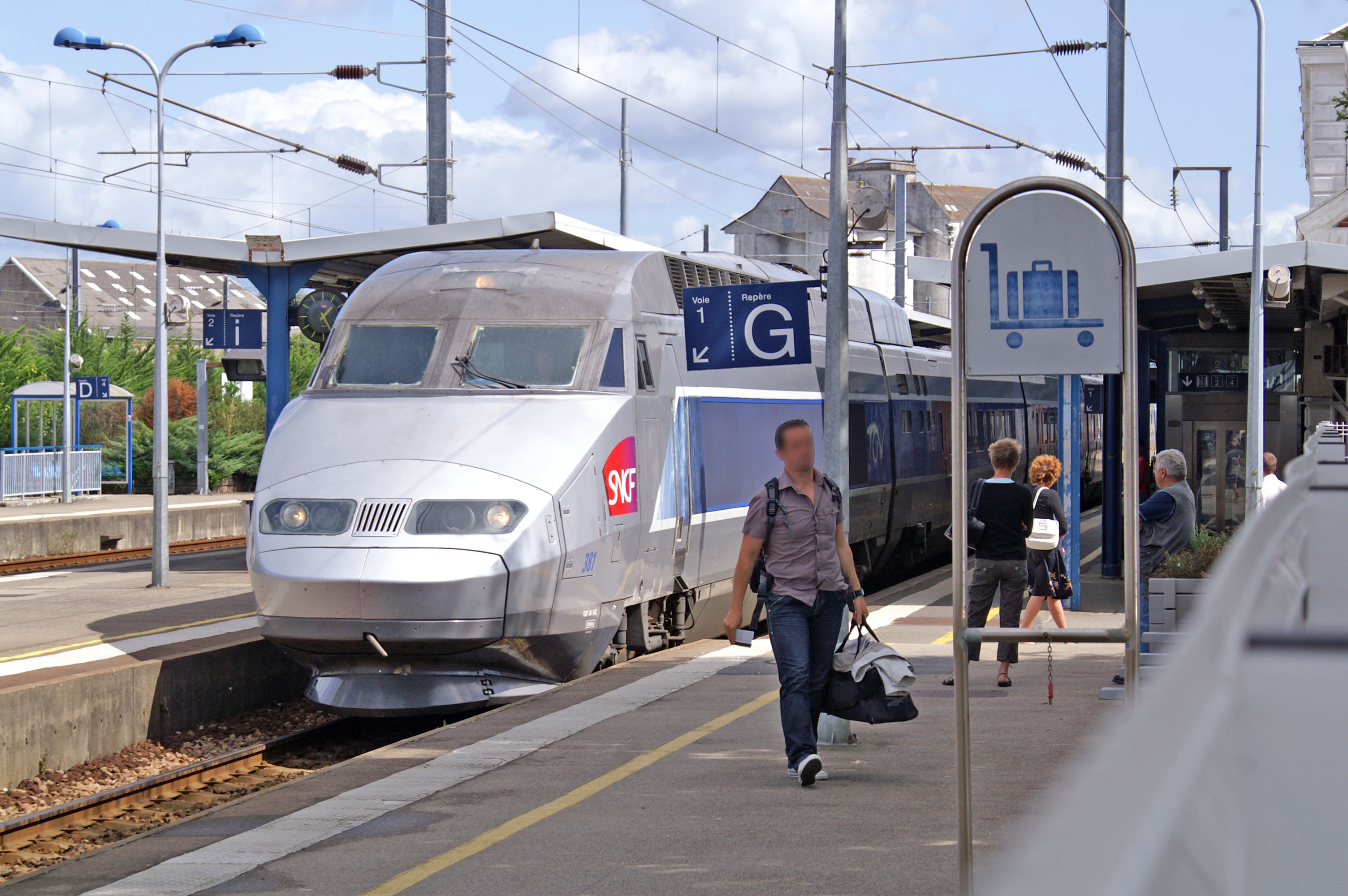
Une rame TGV Atlantique en gare de Vannes, en 2009.

Les principales gares de voyageurs sont celles de Vannes, Lorient et Auray, avec une fréquentation annuelle entre 800 000 et 1 600 000 voyageurs en 2019.
Le principal axe ferroviaire du Morbihan est la ligne de Savenay à Landerneau, qui relie Nantes et Rennes à l'est à Quimper et Brest à l'ouest, en desservant notamment les gares de Vannes, Auray et Lorient. Électrifiée et à double voie, cette ligne a été aménagée à partir des années 1990 pour permettre des vitesses plus élevées, jusqu'à 220 km/h sur certaines sections. Cette ligne est notamment parcourue par les trains TER BreizhGo (TER Bretagne), et par des TGV reliant Paris-Montparnasse à Quimper.
Le « Tire-Bouchon » circule en période estivale sur la ligne d'Auray à Quiberon. La ligne d'Auray à Pontivy, quant à elle, n'est plus parcourue que par un maigre trafic de fret.

## Transport maritime

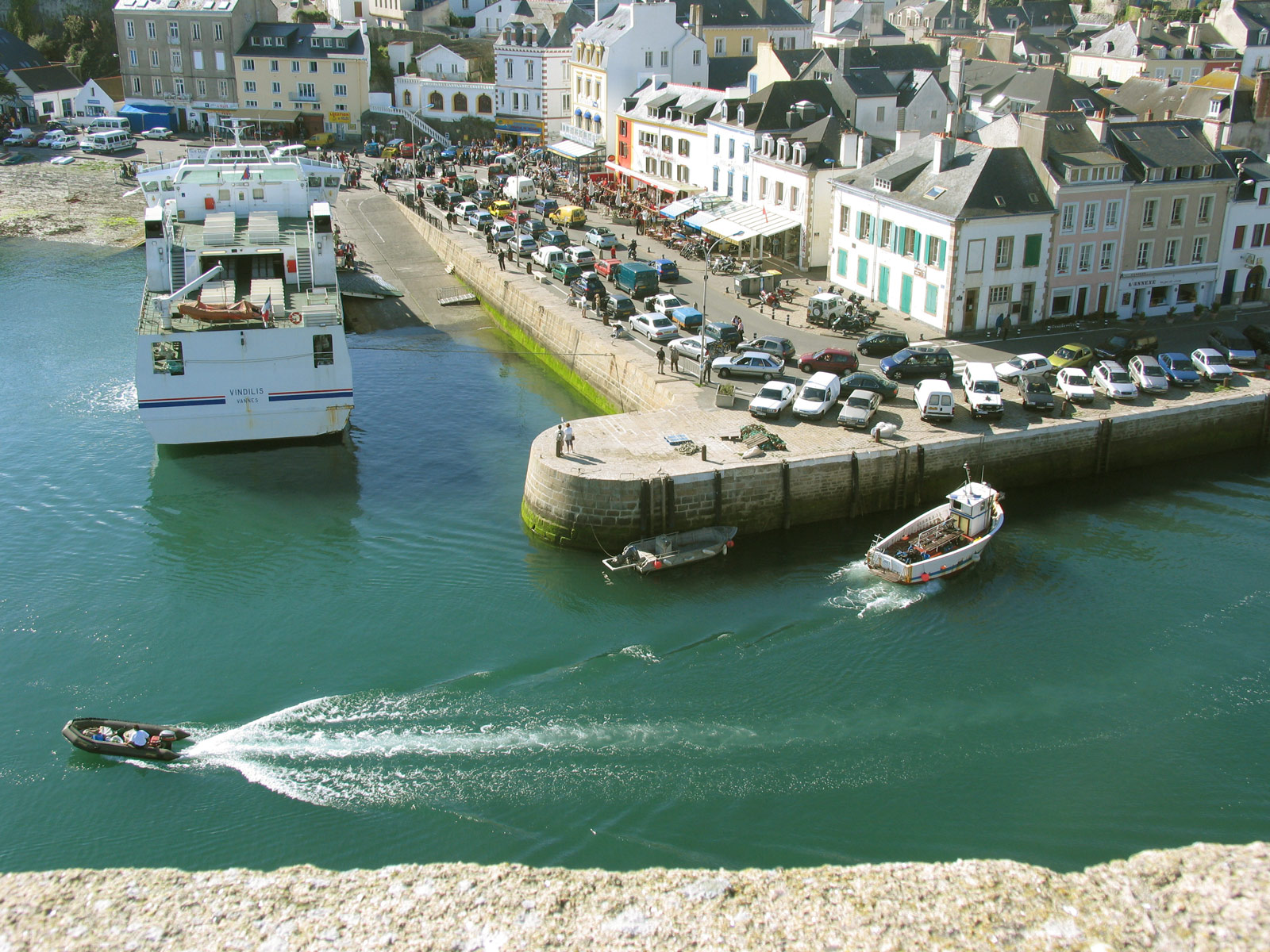
Le Vindilis dans le port du Palais, à Belle-Île-en-Mer.

Département possédant une longue côte et plusieurs îles côtières, le Morbihan possède une importante histoire maritime. Lorient a été créée en 1666 par la Compagnie française des Indes orientales, et la marine militaire y a joué un rôle majeur comme en témoignent l'arsenal de Lorient et la base sous-marine de Keroman ; aujourd'hui, son port de commerce est l'un des plus importants de Bretagne. Le port de Vannes, en revanche, est surtout un port de plaisance.
Les multiples îles du département sont reliées au continent par des lignes maritimes régulières, dont les principales relient Quiberon au Palais (Belle-Île), à Hœdic et à Houat, Lorient à Port-Tudy (île de Groix), et Vannes au Lério (Île-aux-Moines) et à Béluré (Île-d'Arz).

## Transport fluvial
Le département est traversé par le canal de Nantes à Brest, qui n'accueille plus qu'une navigation de plaisance (classe 0 CEMT) et seulement à l'est du Blavet.

## Transport aérien
Éloigné du reste du territoire français, le Morbihan a tâché de sortir de son isolement grâce au transport aérien. Le département compte deux aéroports (Lorient-Bretagne-Sud et Vannes Golfe du Morbihan), qui, après un développement important dans la seconde moitié du XXe siècle, se sont vu concurrencer par le TGV devenu compétitif. Aujourd'hui, ces deux aéroports n'ont pratiquement plus aucune desserte commerciale régulière.
Dès lors, l'accès des Morbihannais au transport aérien se fait principalement par les aéroports de Nantes-Atlantique et Brest-Bretagne.
Plusieurs aérodromes sont présents à Belle-Île, Guiscriff - Scaër, Ploërmel - Loyat , Pontivy et Quiberon.

## Transports en commun urbains et périurbains

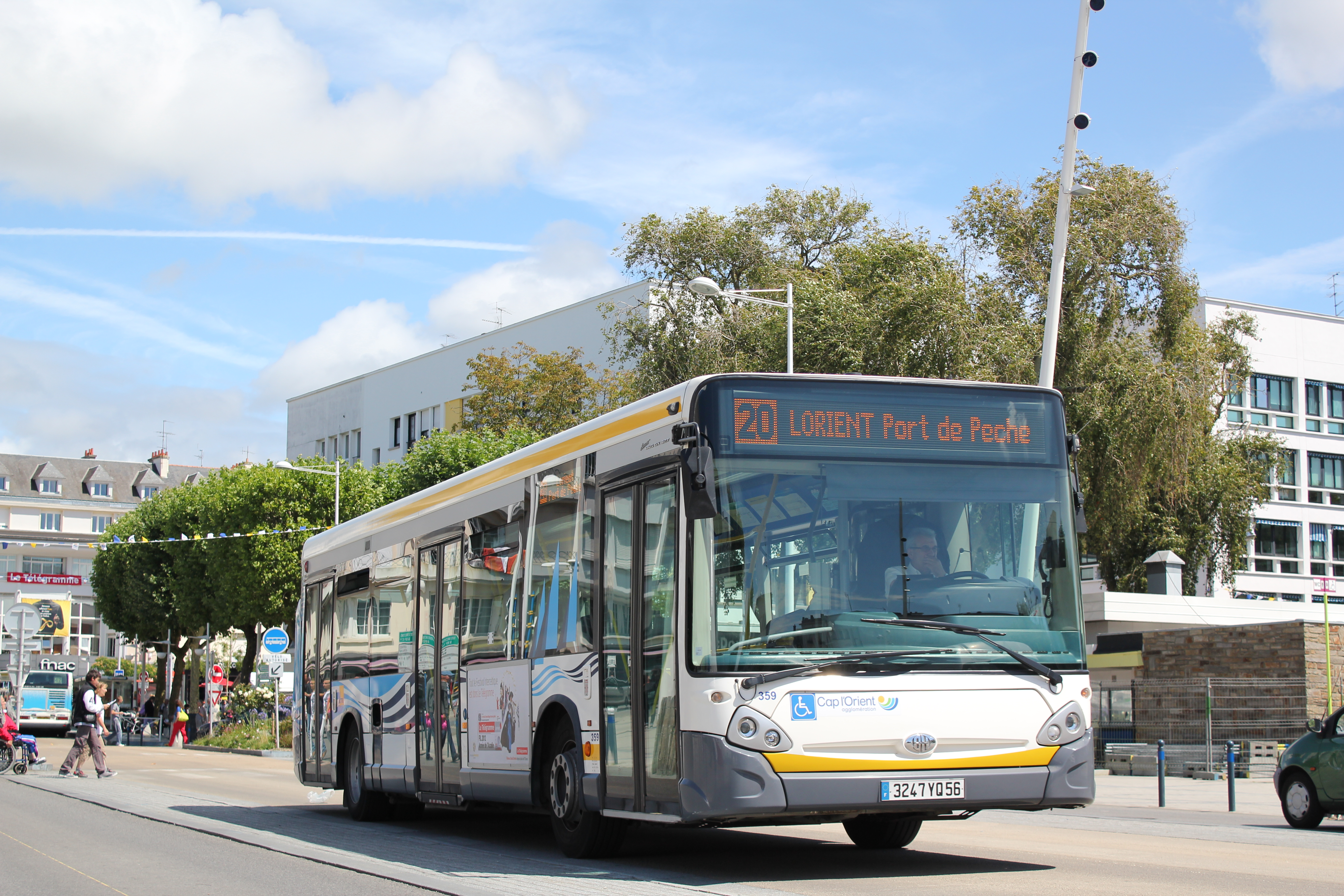
Un autobus CTRL à Lorient.

Lorient Agglomération, Golfe du Morbihan - Vannes Agglomération, Auray Quiberon Terre Atlantique, Pontivy Communauté, la Communauté de communes de Belle-Île-en-Mer et Redon Agglomération (à cheval sur les départements voisins d'Ille-et-Vilaine et Loire-Atlantique) sont autorités organisatrices de la mobilité sur leur territoire et organisent des services de transport dans leur ressort territorial. 
Les principaux réseaux sont ceux de la Compagnie de transport de la région lorientaise (CTRL) et de Kicéo (à Vannes). Ces deux réseaux sont constitués principalement de lignes de bus, de transport à la demande et, dans le cas de Lorient, de lignes maritimes.
Un réseau de tramway desservait Lorient et ses environs de 1901 à 1937.

## Modes doux
Le département est traversé par plusieurs voies vertes et véloroutes. 
La Fédération française de la randonnée pédestre (FFRP) a balisé 6 sentiers de grande randonnée dans le département : GR 34 (qui longe la côte bretonne), GR 37 (de Vitré à Douarnenez), GR 38 (de Douarnenez à Redon), GR 39 (du Mont-Saint-Michel à Guérande), GR 340 (tour de Belle-Île-en-Mer) et GR 341 (de Lanester au lac de Guerlédan).